# Струга (община)
Вижте пояснителната страница за други значения на Струга.
Струга (на македонска литературна норма: Општина Струга; на албански: Komuna e Strugës) е община, разположена в югозападната част на Северна Македония и обхваща селищата по горното течение на река Черни Дрин. Център на общината е град Струга, като освен него в нея влизат още 50 села.

## Структура на населението
Според преброяването от 2002 година община Струга има 65 375 жители.
| Етническа принадлежност | Процент | Брой   |
| северномакедонци        | 32,09%  | 20 336 |
| албанци                 | 56,85%  | 36 029 |
| турци                   | 5,72%   | 3628   |
| роми                    | 0,18%   | 116    |
| власи                   | 1,04%   | 656    |
| сърби                   | 0,17%   | 106    |
| бошняци                 | 0,16%   | 103    |
| други                   | 3,79%   | 2402   |

## Галерия
- Етническа принадлежност
- Език